# Settore circolare

Il settore circolare è l'area verde

Il settore circolare è la parte di un cerchio racchiusa fra un arco e i raggi che hanno un estremo negli estremi dell'arco della circonferenza.
La sua area può essere calcolata come sotto descritto. Inoltre, se {\displaystyle \theta } si riferisce all'angolo al centro espresso in gradi, si può utilizzare questa formula simile. L'area totale del cerchio corrisponde alla nota formula {\displaystyle \pi r^{2}} Se {\displaystyle \theta } è l'angolo al centro del settore circolare, espresso in radianti, e {\displaystyle r} è il raggio, l'area del settore circolare può essere ottenuta moltiplicando l'area del cerchio per il rapporto dell'angolo {\displaystyle \theta } con {\displaystyle 2\pi } (poiché l'area del settore è proporzionale all'angolo {\displaystyle \theta } e {\displaystyle 2\pi } è l'angolo dell'intero cerchio)
{\displaystyle {\text{Area}}=\pi r^{2}\cdot {\frac {\theta }{2\pi }}=r^{2}\left({\frac {\theta }{2}}\right)={\frac {1}{2}}r^{2}\theta .}
Inoltre, se {\displaystyle \theta } si riferisce all'angolo al centro espresso in gradi, si può utilizzare questa formula simile.
{\displaystyle {\text{Area}}=\pi r^{2}\cdot {\frac {\theta }{360}}.}
Un altro modo di trovare la formula di cui sopra è partire da:
{\displaystyle A={\dfrac {1}{2}}C_{s}\cdot r,}
dove Cs è la misura dell'arco che racchiude il settore circolare, e {\displaystyle r} è il raggio del cerchio. Questa formula viene dalla visione dell'area del settore circolare come un triangolo che ha per base l'arco e per altezza il raggio. Per la definizione di angolo radiante
{\displaystyle C_{s}=\theta \cdot r,}
da cui si ricava la formula precedente.